# Pogonomyrmex barbatus
Espèce

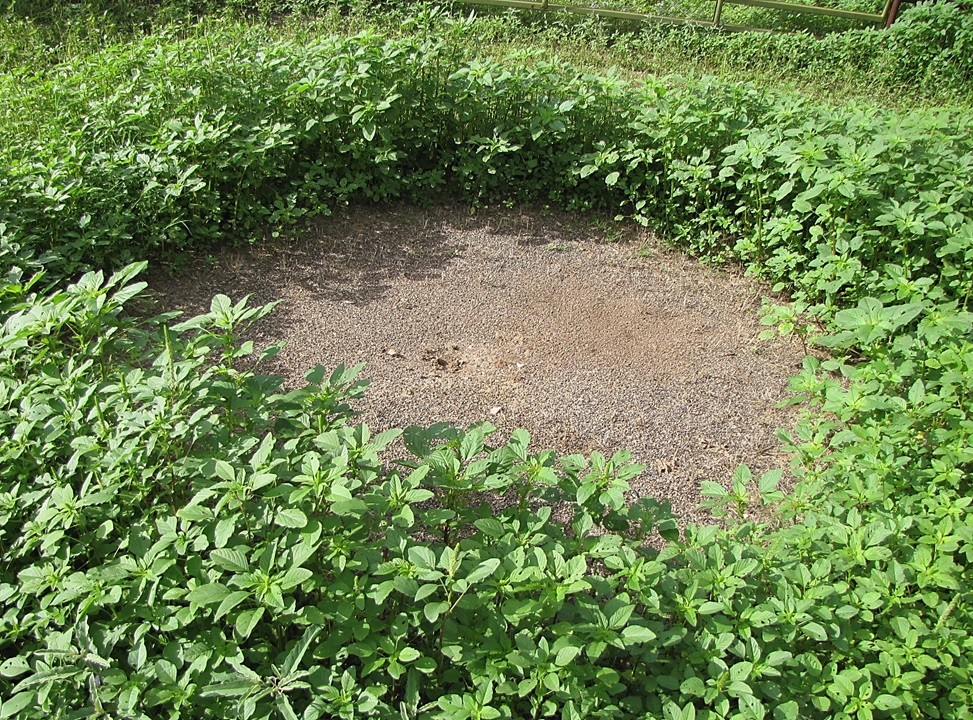
Disparition de la végétation autour du nid, lui valant l'épithète « moissonneuse ».

Pogonomyrmex barbatus est une espèce d'insectes hyménoptères de la famille des Formicidae, de la sous-famille des Myrmicinae et du genre Pogonomyrmex. On l'appelle communément « fourmi rouge moissonneuse » (Red harvester ant).

## Description
Sa piqûre douloureuse et persistante est classée indice 3.0 dans l'index Schmidt.

## Répartition
L'espèce réside dans le sud-ouest des États-Unis (Nouveau-Mexique, Arizona, Utah, Nevada, Californie, Texas) et le nord du Mexique.

## Habitat
Son habitat naturel est la forêt ou bois d'acacia, forêt de pins ou chênes, le désert de Sonora, la prairie, les terres cultivées.

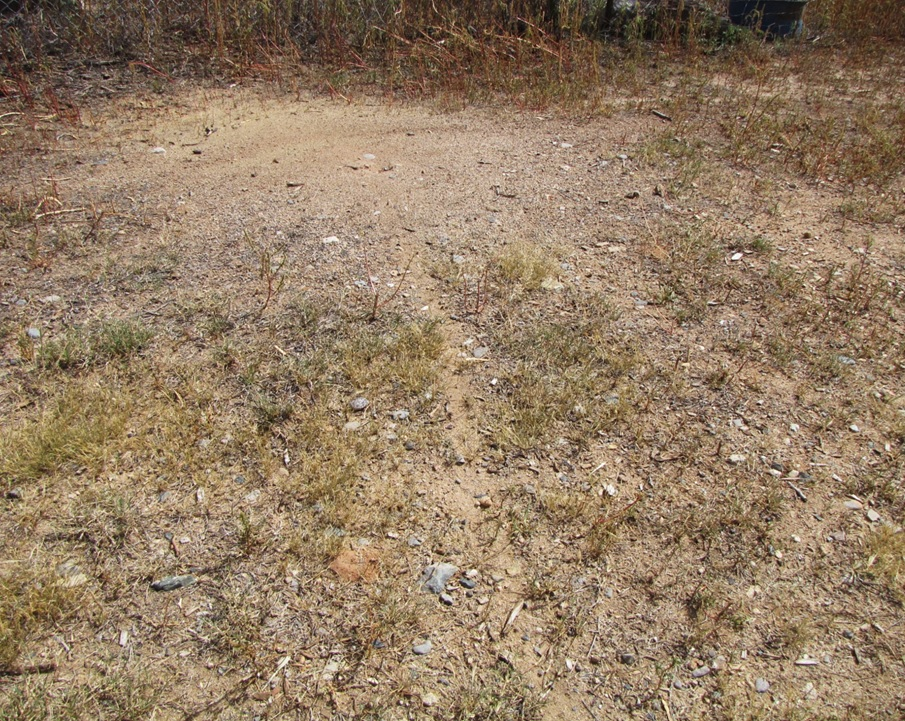
Traces vers l'entrée d'un nid.
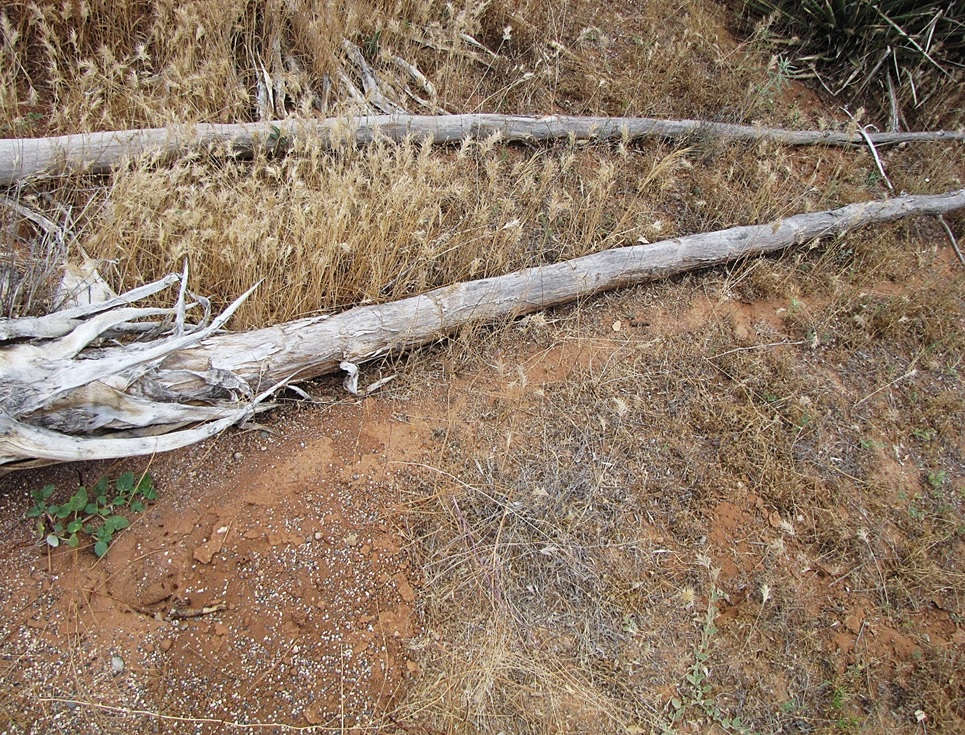
Traces le long d'une branche morte de yucca.
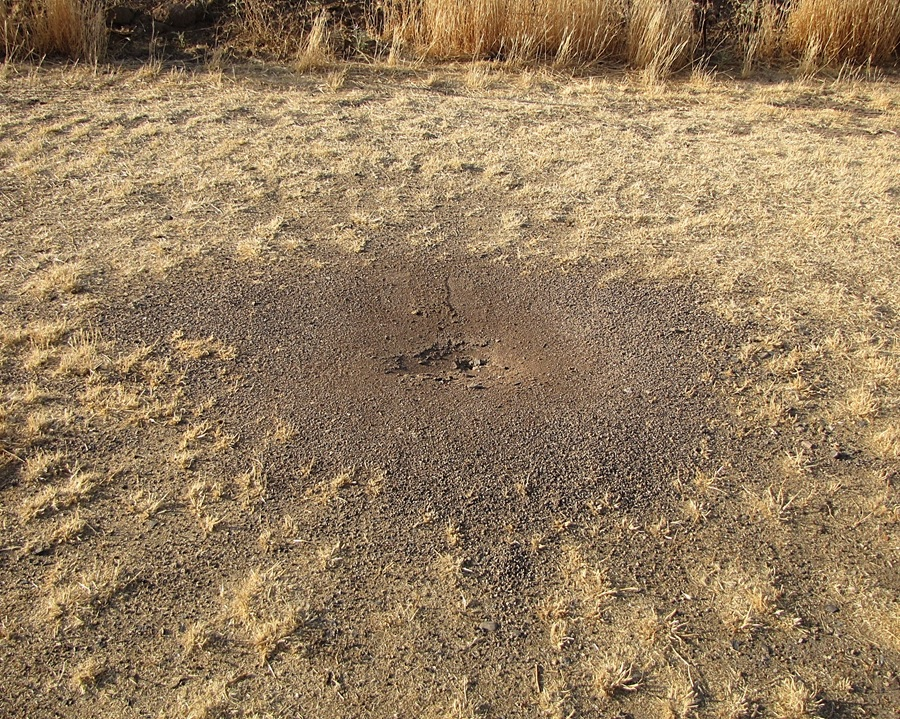
Herbe coupée autour de l'entrée de nid.
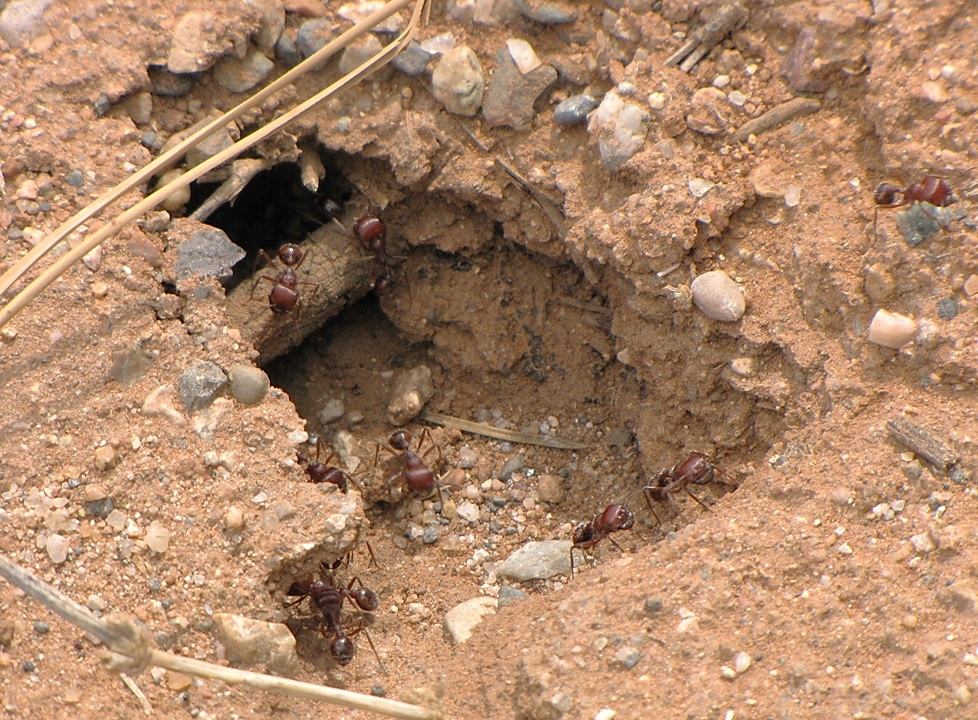
Entrée de nid (gros plan).
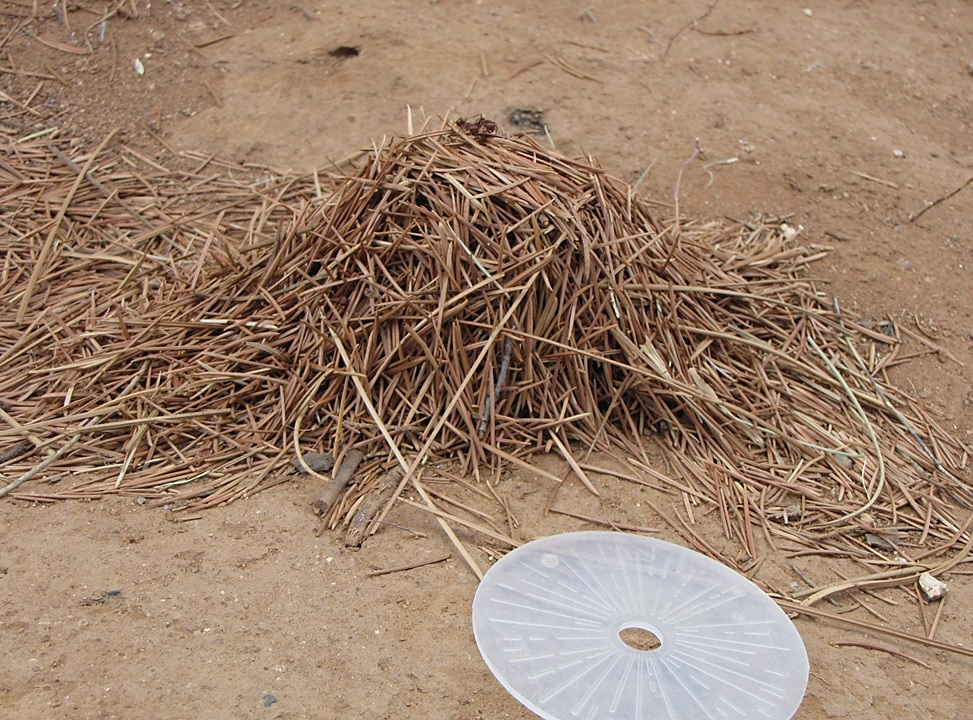
Dôme de brindilles protégeant de la pluie.